# Église jésuite de Marche-en-Famenne
L’église jésuite de Marche-en-Famenne est un ancien édifice religieux sis à la rue des Brasseurs, à Marche-en-Famenne (Belgique).  Construite entre 1732 et 1749 l’église baroque faisait partie d’un complexe scolaire jésuite aujourd’hui disparu. Désacralisée depuis la fin du XIXe siècle l’église est classée au patrimoine de Wallonie en 1985.  Elle abrite aujourd’hui une institution hôtelière. 

## Histoire du collège
Sur invitation un groupe de Jésuites venant de Huy ouvre une école à Marche-en-Famenne en 1620 (ou 1627). Bientôt un petit collège est construit à la rue des brasseurs.  De 1650 à 1671 les parties essentielles du collège sont construites : résidence des pères, bâtiments scolaires (autour d’’une cour), et dépendances. Un passage souterrain permettait, semble-t-il, de se rendre au verger du collège, à l’extérieur des remparts de la ville.
Il est probable qu’un premier édifice religieux, chapelle à simple nef rectangulaire, ait été construit à cette époque. L’église que l’on connait aujourd’hui fut cependant bâtie de 1732 à 1740. 
Le bref de suppression de la Compagnie de Jésus (1773) étant promulgué dans les Pays-Bas autrichiens, les Jésuites doivent quitter les lieux.  Le 1er novembre 1773, des prêtres séculiers les remplacent.  En 1777 ce collège est transformé en  ‘collège thérésien’, une des premières écoles d’état dans la région. Le collège disparaît complètement avec les autres institutions d’Ancien Régime durant la période révolutionnaire de 1794-1795. Le bâtiment est alors occupé par la gendarmerie.

## L’église
L’église construite en 1732 est de style baroque, un baroque simplifié qui ne peut être comparé aux grandes églises jésuites d’Anvers et de Bruxelles. La façade, construite en brique et en pierre bleue, est structurée en compartiments: verticalement grâce à quatre pilastres et horizontalement, à trois étages avec entablements. Un fronton courbe avec œil-de-bœuf termine la façade en son sommet et est encadré de volutes. Le sanctuaire est surmonté d’un modeste clocheton octogonal. 
Un perron où conduisent deux volées d'escaliers précède le portail d’entrée. Le monogramme IHS [Jésus] (traditionnel sur les bâtiments de la Compagnie de Jésus) surmonte le portail. Une galerie d'entrée, faisant partie du cloître, longeait l'église sur le flanc sud et s'ouvrait sur la cour des classes. 

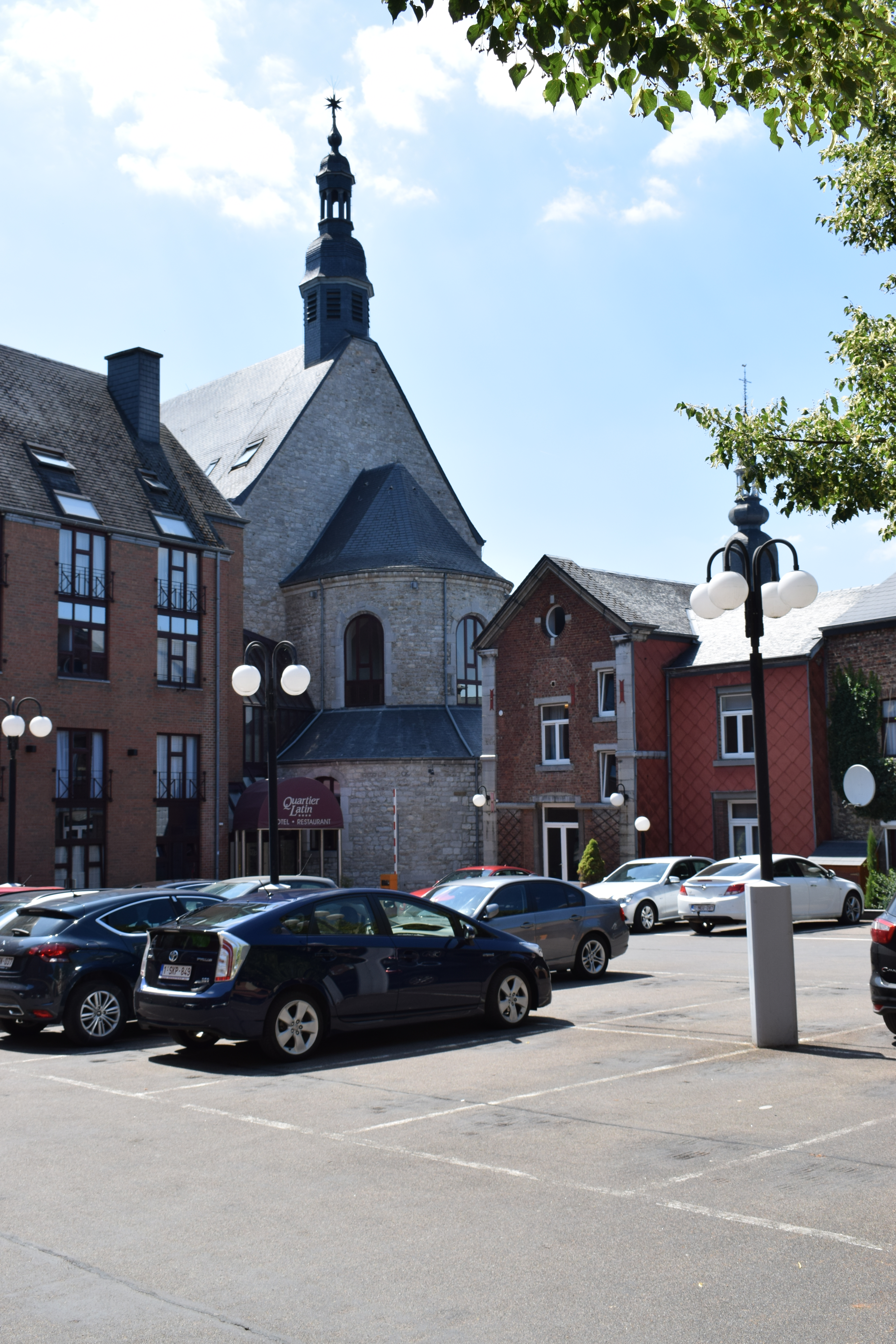
Le chevet de l'église

Désaffectée durant les années d’occupation révolutionnaire française l’église fut rendue au culte en 1806. Elle est utilisée cependant comme salle communale de fêtes en 1871. En 1875, la façade est entièrement refaite et les bâtiments sont transformés en école communale pour garçons. Plus tard les pompiers s’y installent et, après démolition partielle et réaménagement : un bureau de la R.T.T.

## Renouveau
L’église est classée au patrimoine immobilier de Wallonie en 1985. Quatre ans plus tard l’entièreté des bâtiments – sauf l’église – est abattue pour faire place à un complexe hôtelier. Cette période de transition permit au cercle historique de Marche-en-Famenne de faire quelques fouilles archéologiques sur les lieux (juillet 1991).  
Ensuite, deux ailes sont construites. L'ensemble abrite désormais un complexe hôtelier appelé ‘Quartier latin’, en souvenir du fait que durant 150 ans (1650-1794), on y parlait latin comme en beaucoup d’institutions académiques jésuites. Ainsi le voulait leur 'Ratio Studiorum'. Localement le collège était appelé ‘école latine’ : les élèves devaient y parler latin, aussi bien avec les professeurs qu'entre eux.